# عصاة كاثوليك إنكليز

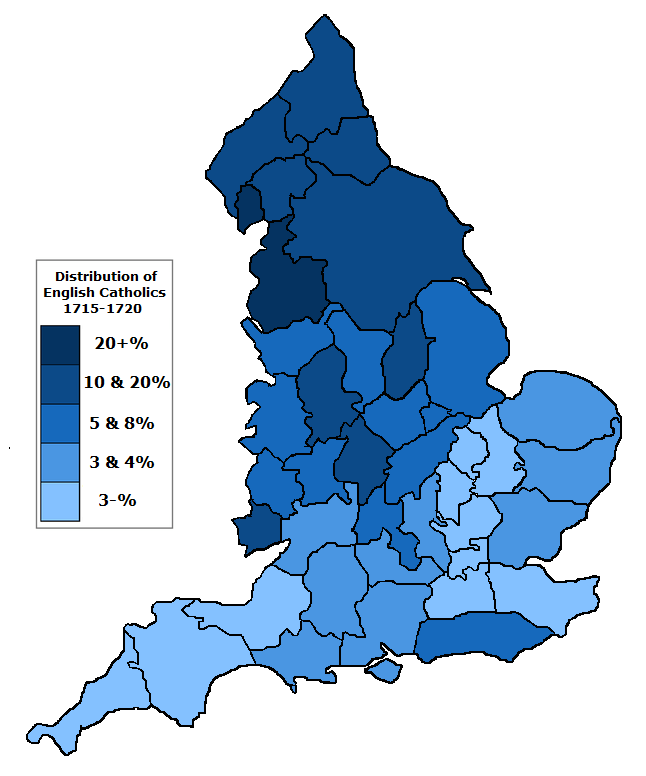

العصاة الكاثوليك الإنجليز (بالإنجليزيَة: Recusancy) هو مصطلح يشير إلى الأشخاص الذين رفضوا حضور الخدمات الدينية الأنجليكانية خلال تاريخ إنجلترا وويلز وأيرلندا؛ كان هؤلاء الأفراد يُعرفون باسم العصاة أو المتمردين. أُستخدم المصطلح، والذي اشتق من الكلمة اللاتينية (باللاتينية: recusare) والتي تعني حرفياً الرفض أو الاعتراض، للإشارة لأولئك الذين ظلوا موالين للبابا والكنيسة الرومانية الكاثوليكية والذين لم يحضروا خدمة كنيسة إنجلترا الدينية، وحدد قانون 1593 العقوبات ضد «العصاة البابويين». ومارس معظم أعضاء الكنيسة بإستثناء أولئك القاطنين في المناطق الكاثوليكية في الشمال، أو أنباء الطبقة الأرستقراطية إيمانهم بشكل سري.
بدأت «قوانين العصاة 1558» في عهد إليزابيث الأولى ملكة إنجلترا، وبينما تم إلغاؤها مؤقتًا خلال فترة ما بين عام 1649 وعام 1660، بقي الحظر على الكتب الدينية الكاثوليكية حتى عام 1888. وتم فرض أنواعًا مختلفة من العقاب على أولئك الذين لم يشاركوا في النشاط الديني الأنجليكاني، مثل الغرامات ومصادرة الممتلكات والسجن. كان المقصود من رفع في ظل حكم أوليفر كرومويل هو تقديم العون إلى البروتستانت من غير الأنجليكان بدلاً من الكاثوليك، والذين تعرضوا إلى بعض القيود الصريحة من خلال مرسوم التولية عام 1701، وتم رفع كافة القيود عن الكنيسة الرومانية الكاثوليكية في عام 1828. في بعض الحالات، واجه أولئك الذين انضموا إلى الكاثوليكية عقوبة الإعدام، وأُعدم عدداً من الكاثوليك الإنجليز والويلزيين في القرنين السادس عشر والسابع عشر، وأعلنتهم الكنيسة الكاثوليكية كشهداء للإصلاح الإنجليزي.